# ABC (linguaggio)
ABC è un linguaggio di programmazione imperativo dalla tipizzazione forte e con supporto per il polimorfismo, sviluppato presso il Centrum voor Wiskunde en Informatica (CWI) da Leo Geurts, Lambert Meertens e Steven Pemberton. È stato concepito come successore di BASIC, Pascal e Awk. Inoltre s'ispira a SETL e ALGOL 68. L'ultima versione del linguaggio (1.05.02) funziona sotto Unix, DOS, Atari e Macintosh.

## Esempio
Segue un esempio di una funzione words che restituisce una collezione di parole presenti all'interno di un documento:
```
HOW TO RETURN words document:
   PUT {} IN collection
   FOR line IN document:
      FOR word IN split line:
         IF word not.in collection:
            INSERT word IN collection
   RETURN collection
```